# Фабрициус, Карл (хоккеист)
Карл Фабрициус (швед. Karl Johan Oskar Fabricius; 29 сентября 1982, Буден, Швеция) — шведский хоккеист, крайний нападающий.

## Карьера
Начал свою карьеру в юниорской команде Лулео, в городе, который расположенный примерно в 35 километрах от его родного города, и в конце сезона 2000-01 он дебютировал в шведской элистерии, сыграв в общей сложности 28 матчей. Показав хорошую игу, был приглашен в молодежную национальную сборную для участия в чемпионате мира в Москве в 19 лет, где забил 1 шайбу и сделал 2 передачи.
В течение следующих двух сезонов, совершенствовал своё мастерство в клубах второго по рангу первенства Швеции Кируна, Будена и Питео соответственно. С 2003-04 года закрепился в основном составе Лулео, с которым ему удалось три раза подряд пробиться в плей-офф. После этого перешёл в клуб Фрёлунда.
В новой команде выступал очень успешно и как результат регулярно приглащался в основную сборную Швеции. В 2009 году впервые принял участие в чемпионате мира в канадском Галифаксе, где сборная Швеции заняля четвёртое место, проиграв в матче за третью позицию сборной Финляндии. На турнире сыграл в девяти матчах, заработав 4 балла за 1 шайбу и 3 передачи.
Через 3 года снова вернулся Лулео. В сезоне 2010-11, с командой снова удалось попасть в плей-офф.
28 июля 2011 года подписал однолетний контракт с ХК «Лев». В КХЛ провел 48 игр, забросил 1 шайбу и сделал 7 передач. Первую шайбу в КХЛ забросил 16 октября в матче с «Нефтехимиком».

## Статистика
```
Сезон    Клуб                                И   Г   П   О   Штр
2000-01  Лулео ХФ    (Элитная серия)        28   0   0   0   6
         Лулео ХФ    (Элитная серия, ПО)    11   0   0   0   0
2001-02  Лулео ХФ    (Элитная серия)        13   0   2   2   0
         Кируна   (1 лига)                   2   2   0   2   0
         Боденс   (1 лига)                  10   1   0   1   0   
2002-03  Питео    (1 лига)                  41  14  12  26  39
2003-04  Лулео ХФ    (Элитная серия)        34   8   8  16  22
         Лулео ХФ    (Элитная серия, ПО)     5   1   1   2  10
2004-05  Лулео ХФ    (Элитная серия)        47   7   8  15   8
         Лулео ХФ    (Элитная серия, ПО)     4   0   2   2   0
2005-06  Лулео ХФ    (Элитная серия)        50  11  11  22  14
         Лулео ХФ    (Элитная серия, ПО)     6   0   0   0   2
2006-07  ХК Фрелунда (Элитная серия)        55   8  12  20  47
2007-08  ХК Фрелунда (Элитная серия)        55  12  12  24  22
         ХК Фрелунда (Элитная серия, ПО)     7   2   1   3   0
2008-09  ХК Фрелунда (Элитная серия)        48   5   3   8  30
         ХК Фрелунда (Элитная серия, ПО)    11   0   1   1   8
2009-10  Лулео ХФ    (Элитная серия, ПО)    55   6  19  25  28
2010-11	 Лулео ХФ    (Элитная серия)	    54	 5   7  12   6
         Лулео ХФ    (Элитная серия, ПО)    13   1   0   1   0 
2011-12  Лев         (КХЛ)                  48   1   7	 8  20

Всего    в Элитной серии                   496  66  85 151 203
Всего в КХЛ                                 48   1   7	 8  20

Игры за сборную:
2001    Чемпионат мира U20                   7   1   2   3   2
2006    Сборная Швеции                       1   0   0   0   0
2007    Сборная Швеции                       8   2   2   4   2
2008    Чемпионат мира                       9   1   3   4   6
        Сборная Швеции                      24   7   6  13  18   
2009    Сборная Швеции                       6   0   1   1   2
2010    Сборная Швеции                       3   0   0   0   4

Всего   за главную сборную                  51  10  12  22  32

```